# عین‌الله پاشا
عین‌اله پاشا (زادهٔ ۱۳۲۸ در کرج) ریاضی‌دان ایرانی و استاد تمام دانشگاه خوارزمی است. زمینهٔ پژوهشی و مطالعاتی او آمار و احتمالات می‌باشد. عین‌اله پاشا مدرک دکترای آمار خود را در سال ۱۳۶۲ از دانشگاه ایالتی میشیگان آمریکا دریافت کرد و پس از آن به ایران بازگشت و در دانشگاه خوارزمی (تربیت معلم سابق) به تدریس و راهنمایی دانشجویان در مقاطع کارشناسی، کارشناسی ارشد و دکتری پرداخت. او تاکنون چندین کتاب ترجمه و تألیف کرده‌است از جمله کتاب «نظریه احتمال» که در سال ۱۳۸۷ برندهٔ جایزهٔ کتاب سال جمهوری اسلامی ایران در شاخهٔ آمار شد.

## تحصیلات
- لیسانس ریاضی از دانشگاه تهران (۱۳۵۰)
- فوق لیسانس ریاضی (مدرسی ریاضیات) از دانشگاه تربیت معلم تهران (مؤسسهٔ ریاضیات) (۱۳۵۲)
- فوق لیسانس آمار از دانشگاه ایالتی میشیگان آمریکا (۱۳۵۹)
- دکترای آمار از دانشگاه ایالتی میشیگان آمریکا (۱۳۶۲)[۳]

## تألیفات
- آمار و احتمال مقدماتی مراکز تربیت معلم، با همکاری دیگران، آموزش و پرورش، ۱۳۶۵
- فرایندهای تصادفی، انتشارات دانشگاه پیام نور، ۱۳۷۴
- ریاضی برای آمار، انتشارات دانشگاه پیام نور، ۱۳۷۴
- ریاضیات عمومی ۱ و ۲، رشته علوم تجربی (مقطع پیش دانشگاهی)، با همکاری دیگران، آموزش و پرورش، ۱۳۷۴
- پرسش‌های چهارگزینه‌ای استاندارد و آموزش جبر و احتمال، با همکاری دیگران، نشر استادی، ۱۳۷۷
- آنالیز ریاضی، با همکاری دیگران، جهاد دانشگاهی واحد تربیت معلم، ۱۳۷۷
- آموزش ریاضیات عمومی پیش دانشگاهی، با همکاری دیگران، انتشارات استادی، ۱۳۷۷
- ریاضی عمومی ۱ و ۲ ویژه پیش‌دانشگاهی تجربی و داوطلبان دانشگاه، با همکاری دیگران، مؤسسه خدمات علمی و آموزشی رزمندگان اسلام، ۱۳۷۸
- ورودی به نظریه احتمال، انتشارات مدرسه، ۱۳۷۷
- ورودی به آمار، انتشارات مدرسه، ۱۳۷۸
- فرهنگ ریاضیات، با همکاری دیگران، انتشارات مدرسه، ۱۳۷۹
- آمار و مدلسازی سال دوم متوسطه، با همکاری دیگران، آموزش و پرورش، ۱۳۷۹
- فرایندهای تصادفی، انتشارات پیام نور، ۱۳۸۲
- ریاضی برای امار، انتشارات پیام نور، ۱۳۸۶
- نظریه احتمال، انتشارات دانشگاه تربیت معلم، ۱۳۸۶. (برگزیده کتاب سال ۱۳۸۷) چاپ دوم ۱۳۹۰

## ترجمه‌ها
- نخستین درس در فرایندهای تصادفی، کارلین و تیلر، با همکاری دیگران، انتشارات صفار، ۱۳۷۵
- فرایندهای تصادفی، شلدون راس، مرکز نشر دانشگاهی، ۱۳۷۷
- ترجمه چند عنوان برای دائرةالمعارف بزرگ فارسی
- ترجمه چند عنوان برای دانشنامه آمار
- آمار برای مدیریت و اقتصاد، ویلیام مندنهال و دیگران، با همکاری دیگران، انتشارات دانشکده امور اقتصادی، ۱۳۸۱
- احتمال و آمار، دگروت و اسکرویش، دو جلد، انتشارات مبتکران، ۱۳۸۲ (کتاب تشویقی سال ۱۳۸۵)